# Interlaken (California)
Interlaken es un lugar designado por el censo ubicado en el condado de Santa Cruz en el estado estadounidense de California. En el año 2000 tenía una población de 7,328 habitantes y una densidad poblacional de 276.5 personas por km².

## Geografía
Interlaken se encuentra ubicado en las coordenadas 36°57′23″N 121°44′44″O / 36.95639, -121.74556. Según la Oficina del Censo, la ciudad tiene un área total de 26,5 km² (10,2 mi²), de la cual 25 km² (9,7 mi²) es tierra y 1,5 km² (0,6 mi²) (5.57%) es agua.

## Demografía
Según la Oficina del Censo en 2000 los ingresos medios por hogar en la localidad eran de $53,875, y los ingresos medios por familia eran $50,756. Los hombres tenían unos ingresos medios de $25,644 frente a los $26,750 para las mujeres. La renta per cápita para la localidad era de $13,791. Alrededor del 8.0% de la población estaban por debajo del umbral de pobreza.